# 柴田勝興
柴田 勝興（しばた かつおき）は、江戸時代前期の江戸幕府旗本。歌人でもあった。

## 生涯
父は幕臣柴田家初代の柴田勝重。『寛政重修諸家譜』（以下『寛政譜』）によれば、母は勝重の後妻である織田左衛門佐長政の娘。
元和6年（1620年）、徳川家光に9歳で拝謁。寛永9年（1632年）、父の死去により家督を継承し、のちに書院番となる。寛文3年（1663年）、薩埵峠の道路改修の奉行を務めたことで賞される。
寛文5年（1665年）より先手鉄砲頭を務め、布衣を許される。
延宝8年（1680年）に致仕し、養老料として300俵を給される。天和2年（1682年）に71歳で死去。
歌人であり、『柴田勝興富士百首』を著している。